# Solomys ponceleti
Solomys ponceleti är en däggdjursart som först beskrevs av Ellis Le Geyt Troughton 1935.  Solomys ponceleti ingår i släktet Solomys och familjen råttdjur. IUCN kategoriserar arten globalt som akut hotad. Inga underarter finns listade i Catalogue of Life.
Arten är bara känd från två öar på västra Solomonöarna. Den vistas i låglandet och i kulliga områden upp till 200 meter över havet. Individerna hittades klättrande i träd i träskmarker.